# Kościół Podwyższenia Krzyża Świętego w Toruniu
Kościół Podwyższenia Krzyża Świętego w Toruniu – gotycka świątynia katolicka w jurysdykcji parafii Podwyższenia Krzyża Świętego w Toruniu, położona u zbiegu ul. Wieżowej i Szczęśliwej.
Najstarsza wzmianka w źródłach o kościele pochodzi z 1321 roku. Prawdopodobnie sama świątynia została wzniesiona na początku XIV wieku, na miejscu starszego. Została ona spustoszona podczas reformacji, odnowiony zaś w 1587 roku. W 1698 roku wzniesiono wieżę. 17 listopada 1966 roku miał miejsce pożar, który doprowadził do zniszczenia kościoła. W pożarze ocalały zakrystia i gotycka figura św. Wojciecha z końca XIV wieku. Kościół odbudowano w 1972 roku.
Świątynia jest ceglana, halowa, orientowana. Barokowe wyposażenie z XVIII wieku zniszczył pożar. W kościele znajdują się figury św. Hieronima i Augustyna, pochodzące z kościoła Wniebowzięcia Najświętszej Marii Panny w Toruniu.
28 stycznia 1930 roku kościół wpisano do rejestru zabytków (A/376).